# Sundown, Texas
Sundown là một thành phố thuộc quận Hockley, tiểu bang Texas, Hoa Kỳ. Năm 2010, dân số của xã này là 1397 người.

## Dân số
- Dân số năm 2000: 1505 người.
- Dân số năm 2010: 1397 người.